# 魯斯B城市鎮區 (密蘇里州斯通縣)
魯斯B城市鎮區（英語：Ruth B City Township）是位於美國密蘇里州斯通縣的一個行政鎮區。

## 地方資料
魯斯B城市鎮區的面積為9.78平方千米，當中陸地面積為8.86平方千米，而水域面積為0.92平方千米。根據2020年美國人口普查的數據，當地共有人口2625人，而人口密度為每平方千米268.4人。